# به اشتباه متهم شد
به اشتباه متهم شد (به انگلیسی: Wrongfully Accused) فیلمی محصول سال ۱۹۹۸ و به کارگردانی پت پرافت است. در این فیلم بازیگرانی همچون لسلی نیلسن، ریچارد کرنا، کلی لبروک، ساندرا برنهارد، مایکل یورک و ملیندا مک‌گرا ایفای نقش کرده‌اند.
این فیلم نقیضه فیلم فراری است.